# Maddy Etcheban
Maddy Etcheban o Assassinat a Iparralde és un telefilm francès, fora de temporada d'Assassinats a.... Filmat al País Basc, sobretot a Biarritz, és dirigit per René Manzor i es va emetre el 2020. S'ha doblat i subtitulat al català central per a TV3 amb el nom original de Maddy Etcheban, i al valencià per a À Punt amb el títol d'Assassinat a Iparralde.

## Sinopsi
La Maddy Etcheban és una policia de Baiona que ha de cuidar sola un fill autista, en Clément, després de la mort del seu marit. Entre setmana, en Clément viu en un centre, però la directora avisa la Maddy que, quan el noi faci 20 anys, no li podrà mantenir la plaça. Com molts pares de fills amb discapacitats, la Maddy ha de buscar alternatives, però no vol haver d'ingressar en Clément en un psiquiàtric. Enmig de la investigació d'un assassinat de la xef d'un restaurant de la zona, la Maddy té la temptació d'utilitzar il·legalment la informació a què té accés com a policia per protegir el seu fill.

## Repartiment
- Cristiana Réali: Maddy Etcheban
- Arnaud Binard: Vincent Lartigue
- Lorie Pester: Clara Delaunay
- Annie Grégorio: Commissaire Florentin
- Gary Guénaire: Clément Etcheban
- Daniel Njo Lobé: Aurélien Daguerre
- Robin Causse: Marco le légiste
- François Feroleto: Richard Barenaga
- Jérémie Poppe: Nicolas Petit
- Anne-Charlotte Pontabry: Céline Barenaga
- Victor Meutelet: Tom Payet
- Maxime Bregowy: Erwan
- Sandrine Rigaux: Nadine Agoria
- Charley Fouquet: Christelle Lambert
- Éric Savin: Henri Loyd